# Nyctiophylax claviger
Nyctiophylax claviger is een fossiele soort schietmot uit de familie Polycentropodidae.